# Miloš Jirko
Miloš Jirko (20. ledna 1900 Němetice – 24. června 1961 Praha) byl moravský spisovatel, básník, redaktor, knihovník a překladatel.

## Život
Miloš Jirko byl synem učitele, dětství prožil v rodných Němeticích. Po studiích na gymnáziu ve Valašském Meziříčí (1911–1919), která byla v roce 1918 přerušena vojenskou službou v I. světové válce, studoval moderní filologii na Filozofické fakultě Univerzity Karlovy v Praze a na Univerzitě Komenského v Bratislavě. Studia v roce 1923 ukončil, doktorát získal v roce 1924 prací Románové dílo Jiřího Karáska ze Lvovic.
Do roku 1925 žil v Praze, kde byl do roku 1930 redaktorem Českého slova; 1930–1940 byl zaměstnán jako knihovník Ústřední knihovny hlavního města Prahy. V roce 1940 byl zatčen a až do konce války vězněn jako člen domácího odboje. V letech 1927–1948 byl členem Moravského kola spisovatelů. Po osvobození se vrátil do pražské Městské knihovny, kde pracoval do roku 1948. Poté žil jako spisovatel z povolání.

## Dílo
Přispíval do časopisů a deníků Cesty, Června, Kmene, Hosta, Severu a východu, Lumíru, Lidových novin a Pestrý týden (Báseň Umřel k úmrtí T. G. M.)
Byl znám především jako básník, ovlivněny verši Fráni Šrámka, Karla Tomana a Stanislava Kostky Neumanna. Jeho poezie je poznamenána senzualismem.

### Básně
- Duben – se 4 dřevoryty Otty Gayera. Praha: Bedřich Kočí, 1919
- Cesta – Praha: Otakar Štorch-Marien, 1920
- Znící svět – Plzeň: Karel Beníško,1922
- K staré vlajce – Praha: Ladislav Kuncíř, 1925
- On Hilo Bay: bibliofilie – kresby od Jaroslava Jareše, Brno: Družstvo MKS, 1930
- Kytička na hrob Jana Štursy: k pátému výročí jeho časné smrti a k padesátému roku jeho života věčného: bibliofilie – upravil Method Kaláb; svázal Antonín Tvrdý, Praha: Josef Matička, 1930
- Zraje réva – Praha: Bohumil Janda, 1932
- Česká réva – s kresbami Václava Maška. Mělník: Feuerelsen, 1937
- Pozdrav do Branky: Ostravice – Vojtěch Martínek; Pountík – František Kropáč; P. B. – Miloš Jirko; Tři písně – Jaroslav Nečas; Beskydy v díle Petra Bezruče – František Kropáč. Praha: Franta Koudelka a Jožka Baruch, 1937
- Vězeň u okna: verše z let 1940–1945 – Praha: Melantrich, 1945
- A přece! – Brno: Družstvo MKS, 1946
- Hvězdy a pouta: verše z let 1937–1945 – Praha: Melantrich, 1950
- Hořící šalvěj – Praha: ČS,1959
- Ptáci se vracejí: výbor z poezie – Praha: ČS, 1961

### Próza
- Vyloupené milování: povídky – Praha: E. K. Rosendorf, 1924
- Vraždící pianola: pět povídek – Hranice: Josef Hladký, 1928
- Sedmero zastavení: k novému roku 1936 věnuje knihtiskařská škola v Praze svým přátelům a příznivcům tuto knížku článků a podobizen, psaných z potřeby dne – Praha: Knihtiskařská škola, 1935
- Modrý jas: Italie – Řecko – Středomoří – kresbami vyzdobil Jan Slavíček. – Praha: Václav Petr, 1936

### Překlady
- Ze tří čtvrtin zvědavost: román – Adrienne Thomas. Praha: Václav Petr, 1935
- Amor Dei – E. Q. Kolbenheyer – Praha: František Topič. 1937
- Malá kronika Anny Magdaleny Bachové – Esther Hallam Meynell; dřevoryt a grafická úprava Cyrila Boudy. Praha: F. Topič, 1937
- Život c. k. kapelníka W. A. Mozarta jak jej dle původních pramenů napsal roku 1798 František Němeček – Praha: F. Topič, 1937
- Žena do nepohody: román – Gertrud Wickerhauser. Praha: Petr Václav, 1937
- Čas žít, čas umírat – Erich Maria Remarque. Praha: SNKLHU, 1957
- Tunel – Bernhard Kellermann. Praha: Práce, 1960

### Jiné
- Výstava krajin z pražského okolí: F. V. Mokrý a Bohumil Ullrych: Rubešova galerie: 2.–30. září 1933 – napsal předmluvu. Praha: Rubešova galerie, 1933
- F. V. Mokrý: pojednání – Praha: Jan Fromek, 1936
- Katalog obrazů a plastik malířů P. Kotíka, F. V. Mokrého, sochařů V. Blažka a K. Lidického – Hradec Králové: Muzeum, 1936
- Monumenty a květiny TGM: pozdravy, medailony, smuteční kytice – vybral a uspořádal. Praha: Václav Petr, 1937
- Na rozloučenou s účastníky jubilejního sjezdu abiturientů Palackého státního reálného gymnasia ve Valašském Meziříčí – Miloš Jirko ...et al. Valašské Meziříčí: s. n., 1946
- V dílně Karla Svolinského – kresby O. Bablera. Praha: Spolek českých bibliofilů, 1956
- Petr Dillinger 1899–1954: malíř a grafik: malba, kresba, grafika, knižní ilustrace, známková tvorba – text Miloš Jirko. Praha: Ivan Dillinger, 1999